# 동역학

물리학에서 동역학(動力學, dynamics, 역학, 동력학)은 고전역학의 한 분야로 힘이 물체의 운동에 미치는 영향을 다룬다. 즉 이는 운동학과 정역학의 결합으로 볼 수 있다.

## 세부 분야
- 강체동역학
- 연체동역학(soft body dynamics)
- 유체동역학
  - 액체동역학
  - 기체동역학
    - 공기역학

## 같이 보기
- 역학